# Agrypon anomelas
Agrypon anomelas är en stekelart som först beskrevs av Johann Ludwig Christian Gravenhorst 1829.  Agrypon anomelas ingår i släktet Agrypon och familjen brokparasitsteklar. Arten är reproducerande i Sverige. Inga underarter finns listade i Catalogue of Life.